# Toyota Field
Toyota Field es un estadio de fútbol ubicado en San Antonio, Texas. Situado junto al Estadio Heroes, y adyacente al Complejo estrella del fútbol y de las maravillas de Morgan, la instalación abrió sus puertas el 13 de abril de 2013. El estadio es el campo de los San Antonio Scorpions, de la North American Soccer League. Cuenta con una capacidad inicial de 8296 para los partidos de fútbol y 13.000 para conciertos y festivales. El estadio es ampliable a 18.000 la capacidad de asientos en 3 fases y actualmente su diseño es de Fase 1. En la actualidad, Toyota, en tanto que patrocinador del estadio, tiene los derechos para dar nombre a la instalación.